# Joey Beauchamp
Pour les articles homonymes, voir Beauchamp.
Joseph Daniel Beauchamp, couramment appelé Joey Beauchamp, est un footballeur anglais, né le 13 mars 1971 à Oxford, Angleterre et mort le 19 février 2022. Évoluant au poste de milieu gauche, il est principalement connu pour ses nombreuses saisons passées à Oxford United.

## Biographie

### Carrière de joueur
Natif d'Oxford, il commence à jouer dans les équipes de jeunes du club local. Sa famille réside d'ailleurs à proximité immédiate du Manor Ground (en), le stade d'Oxford United. Devenant professionnel en 1989, il joue 124 matches de championnat et 20 buts inscrits en 5 saisons sous le maillot des Yellows (entrecoupées d'un prêt à Swansea City), avant de partir pour West Ham United en 1994, lors d'un transfert de 1 200 000£, ce qui constituait alors un record de vente pour Oxford United.
Toutefois, et seulement après 58 jours, n'ayant toujours pas été aligné avec l'équipe première, il demande à partir. Le club de Swindon Town le recrute alors pour un achat record de 800 000£ avec en plus Adrian Whitbread (en), qui était alors évalué à 750 000£.
Il joue son premier match pour les Robins le 20 août 1994, pour une défaite 2-3 contre Tranmere Rovers. Il inscrit son premier but sous ses nouvelles couleurs en octobre pour un but décisif contre Wolverhampton Wanderers. Malheureusement, il ne parvient pas à éviter la relégation de Swindon Town, ce qui vaut à John Gorman (en), son entraîneur, d'être renvoyé. Le nouvel entraîneur, Steve McMahon, le fait beaucoup moins jouer, ce qui pousse à Beauchamp à demander à être transféré.
En novembre 1995, une offre de son club formateur, Oxford United, parvient à Swindon Town qui l'accepte. Un peu plus d'un an après son départ, il rejoue donc pour les Yellows, y passant 7 saisons supplémentaires, pour 238 nouveaux matches de championnat et 43 buts inscrits. Il devient une icône pour les supporteurs, qui l'élisent joueur du club de la décennie 90.
Des blessures à répétition l'obligent à mettre un terme à sa carrière professionnelle en 2002, son dernier match se déroulant le 23 février 2002 pour une défaite 1-2 contre Exeter City, match au cours duquel il inscrit aussi son dernier but.
Deux ans plus tard, il prendra de nouveau une licence pour le club non league d'Abingdon Town (en), où joue aussi son frère Luke.
Joey Beauchamp meurt le 19 février 2022, à l’âge de 50 ans,. Le mois suivant, une enquête sur son décès indique qu’un examen post-mortem avait révélé que la cause de son décès était un suicide par pendaison.